# مادآباد (خدابنده)
مادآباد (خدابنده)، روستایی از توابع بخش مرکزی شهرستان خدابنده در استان زنجان ایران است.

## جمعیت
این روستا در دهستان سهرورد قرار دارد و براساس سرشماری مرکز آمار ایران در سال1395، جمعیت آن 178نفر و از این جمعیت تعداد مرد 89 نفر و تعداد زن 89 نفر می باشد و تعداد خانوار (48خانوار) بوده‌است.

## امکانات رفاهی
این روستا از برق، تلفن، مدرسه ابتدایی، مسجد، راه آسفالته و آب آشامیدنی بهره‌مند است.

## موقعیت جغرافیای
روستای مادآباد در شمال غربی کشور ایران واقع است. این روستا در ۲۴کیلومتری شهر قیدار نبی از توابع
بخش مرکزی شهرستان خدابنده در استان زنجان قرار دارد. از طرف شمال با روستای زرند و خان تیمور و از جنوب
با شهر سهرورد (زادگاه شیخ اشراق)
و از شرق با شهر کرسف (سرزمین خان‌ها) و از غرب با مهرین آباد همسایه است.